# Rogašovci
Rogašovci è un comune di 3 342 abitanti della Slovenia nord-orientale.